# Somma Vesuviana
Somma Vesuviana es un municipio italiano localizado en la ciudad metropolitana de Nápoles, región de Campania. Cuenta con 35.133 habitantes en 30,65 km².
Somma Vesuviana contiene las frazioni (subdivisiones) de Crocelle Camaldoli, Fornaro, Lupa, Marigliano, Masseria Allocca, Matarazzo, Mercato Vecchio, Musciabuono, Paradiso, Pizzone Cassante, Reviglione, Rione Trieste, San Sossio, Santa Maria delle Grazie a Castello, Santa Maria del Pozzo y Starza della Regina.
Limita con los municipios de Brusciano, Castello di Cisterna, Marigliano, Nola, Ottaviano, Pomigliano d'Arco, Sant'Anastasia, Saviano y Scisciano.
El área comunal de Somma Vesuviana está situada en el parque nacional del Vesubio.

## Villa de Augusto
En las faldas del monte Somma, en 2002 se hallaron los restos de un amplio edificio de la Edad imperial, con numerosas estatuas y residuos de frescos.

## Evolución demográfica
| Gráfica de evolución demográfica de Somma Vesuviana entre 1861 y 2011 |
|                                                                       |
| Fuente ISTAT - elaboración gráfica de Wikipedia                       |